# Jure Burić
Jure Burić (Ravno, BiH, 27. studenoga 1946.), hrvatski liječnik, političar i pjesnik.

## Životopis
Diplomirao na Medicinskom fakultetu. Radio u dubrovačkoj bolnici. Jedan od najaktivnijih sudionika Hrvatskog proljeća. Početkom Domovinskog rata u BiH Jure Burić bio je meta glasina, kojim su se srpski militanti služili da bi izolirali selo Ravno. Glasina je bila da Burić vozilima dubrovačkog Medicinskog centra prevozi oružje za "poznate ustaše tog kraja", a glasina se nastavila širiti, premda je načelnik Stanice bezbjednosti u Trebinju opovrgnuo te glasine. Prva kuća koju su četnici zapalili u Ravnom bila je Burićeva kuća. Bio je dubrovački gradonačelnik.Istakao je da su Hercegovci 1991. godine bili sinonim hrabrosti. Godine 1991. Član Izvršnog vijeća zadužen za zdravstvo i socijalnu skrb i član kriznog stožera u Dubrovniku. Za vrijeme Domovinskog rata bio je ratni povjerenik za južnu Hrvatsku. Kao član HDZ župan Dubrovačko-neretvanske županije od 4. ožujka 1993. do 11. svibnja 1998. godine. Bio zastupnik u Hrvatskom državnom saboru. Zahtijevao je reviziju izdanih domovnica jer su iste dijeljene bez ikakvog kriterija. Upozoravao je na opasnost od nekontroliranog masovnog povratka onih Srba koji su neprijateljski djelovali protiv Hrvatske. Godine 1996. prognostički je kazao na Glavnom odboru HDZ-a : "Hrvatsku više ne mogu ugroziti ni arkanovci ni razni drugi četnici, nego jedino - Hrvati!" 2001. godine zauzeo se za prestanak progona hrvatskih branitelja, obrazlažući to riječima: "Ako se našlo načina i zakonske osnove da se aboliraju četnici, onda se to moglo naći i za hrvatskog branitelja koji je učinio nešto u ratu braneći domovinu." Na 34. sjednici Županijskog doma 2009. godine Hrvatskoga državnog sabora predložio je da se Dan sjećanja na Vukovar treba početi minutom šutnje i sjećanja na gluhi i nijemi svijet koji je dopustio da se Vukovar dogodi. Kao zastupnik Županijskog doma usprotivio mogućnosti da policajac može bez naloga ući u službene prostorije, oštro se usprotivio ulasku zastupnika u nadzorne odbore, kritizirao je medijsku blokadu i HTV-ovo omalovažavanje Županijskog doma te dvostruke kriterije 21. rujna 2000. saborski zastupnici s područja Dubrovačko-neretvanske županije Jure Burić, Dubravka Šuica (HDZ) i Srećko Kljunak (HSS) su na sastanku sa Stožerom koordinacije udruga hrvatskih branitelja iz '91. od Prevlake do Stona u zgradi Poglavarstva Grada Dubrovnika "uvažili i bezrezervno podržali Stožerove zahtjeve za sazivanjem izvanredne sjednice obaju domova Hrvatskoga državnoga sabora". Stožer je zahtijevao sjednicu na kojoj bi se raspravile izmjene i dopune Ustavnog zakona o suradnji s Haaškim tribunalom u dijelovima koji terete ratne zapovjednike prema osnovi zapovjedne odgovornosti (a ne individualne), te da se za svaki eventualni ratni zločin, koji su počinili hrvatski državljani, sudi u Hrvatskoj; izvješće MUP-a o svim dosadašnjim uhićenjima pripadnika hrvatskih Oružanih snaga s odvojenim dokaznim materijalima o ratnom zločinu ili kaznenoj odgovornosti prema bilo kojoj drugoj osnovi; izvješće Ministarstva pravosuđa o amnestiranim pripadnicima srpskih i crnogorskih postrojbi i o tijeku procesa osumnjičenima za ratne zločine, pripadnicima Oružanih snaga. Vladajuću je politiku kritirao "da se ponašamo kao da se sramimo svojih žrtava". Predložio da u znak potpore braniteljima "koji drugi put proživljavaju svoju golgotu", po petero zastupnika iz Županijskog doma budu na pokopu svakoga ekshumiranoga i identificiranoga hrvatskog branitelja i civila. Hrvatskim vlastima zamjerio je da ne znaju iskoristiti brojku od 1.588 nestalih, dok se istodobno manipulira s nekakvim izmišljenim brojkama, odnosno žrtvama bez imena i prezimena. Naveo je primjer Gospića i rekao da svima odgovara da hrvatski branitelji i hrvatske žrtve ostanu na neobilježenim grobištima. Upitao je što bi bilo da se dostojno obilježe grobišta svih žrtava Bleiburga. Za hrvatski zaborav optužio je neke poteze ondašnjeg čelništva Hrvatske televizije koje je ukinulo Hrvatski spomenar. Na sjednici Županijskog doma Hrvatskog državnog sabora 25. rujna 2000. predložio je da se raspiše referendum o daljnjoj suradnji s Haaškim sudom i pokrene pitanje odgovornosti ministara za »besramnu demonstraciju sile«. U području zdravstva izrazio je mišljenje da liječnicima koji odluče raditi privatno treba pružiti mogućnost korištenja zdravstvenih ustavnova, jer bi, ubirući adekvatnu naknadu, zdravstvo moglo doći do nužnog novca umjesto da im prostori 16 od 24 sata zjape prazni. 
Nakon što je Županijski dom gotovo jednoglasno i bez rasprave podržao nekoliko zakonskih prijedloga, povela se je žustra i vrlo emocionalna polemika 23. svibnja oko zaključka o privremenom prekidu suradnje Republike Hrvatske s Međunarodnim kaznenim sudom u Haagu. Burić je u emocionalnom izlaganju iskritizirao Zakon o suradnji s Haagom, uzvikom "Haag je za Haag". U izlaganju je pojasnio da je međunarodna zajednica dopustila agresiju, a da se zbog onih koji su, pa i u samoobrani, počinili zločin sada sudi cijelom narodu. Izlaganje je nastavio pitanjem da ako je istinska namjera međunarodne zajednice da se kazne svi zločini, zbog čega onda nije suđeno za zločine u Bleiburgu. Na sjednici Županijskog doma 14. ožujka zatražio je uvrštenje točke dnevnog reda o prespitivanju suradnje s Haaškim sudom. Međunarodnu je zajednicu optužio da "staljinističkim metodama izmišlja procese" i tako pritišće Hrvatsku. Na istoj sjednici iskritizirao je vlasti riječima "Žalosno je i tragično što rasprava o Haagu nije održana kada je i zakazana na izvanrednoj sjednici Županijskog doma".
Danas se bavi pjesništvom. Sudionik književne manifestacije Grgurovi hukovi.